# Thanh Thanh Hiền
Phạm Thị Thu Hiền (sinh ngày 2 tháng 11 năm 1969), thường được biết đến với nghệ danh Thanh Thanh Hiền là một nghệ sĩ cải lương Việt Nam. Xuất thân là nghệ sĩ cải lương nhưng bà lại nhận được nhiều sự yêu mến khi chuyển sang đóng hài, làm ca sĩ. Ngoài cải lương, diễn viên hài, Thanh Thanh Hiền còn biểu diễn được ca trù, chèo, chầu văn, bolero.

## Tiểu sử
Thanh Thanh Hiền sinh ra trong gia đình mà bố và mẹ đều là nghệ sĩ, trong đó mẹ bà là nghệ sĩ cải lương Kim Thoa. Lên 6 tuổi, bà đã lên sân khấu biểu diễn cải lương và thể hiện được năng khiếu từ lúc còn nhỏ.
Vào thập niên 1990, Thanh Thanh Hiền được coi là giọng ca cải lương hạng nhất tại miền Bắc Việt Nam và cũng là người gặt hái huy chương vàng nhiều nhất trong các hội diễn. Tuy nhiên, bà thường là khách mời đặc biệt cho các vở cải lương ở sân khấu miền Nam Việt Nam bởi lối biểu diễn đa dạng, sự chuyển giọng linh hoạt và đặc biệt luôn đảm bảo được những vai nặng ký không phải nghệ sĩ nào cũng làm được.

## Điện ảnh
- Khát vọng bi thương ... Thị Mầu
- Đời mưa gió ... Ả đào, bạn Tuyết
- Mặt nạ gương ... Vợ bác sĩ phẫu thuật

## Hài kịch
- Xuân Hinh Thích Cười: Video ca nhạc hài kịch
- Người ngựa, ngựa người
- Người ngựa, ngựa người 2